# Rogaska Challenger 1993
Il Rogaska Challenger 1993 è stato un torneo di tennis facente parte della categoria ATP Challenger Series nell'ambito dell'ATP Challenger Series 1993. Il torneo si è giocato a Rogaška in Slovenia dal 22 al 28 novembre 1993 su campi in sintetico indoor.

## Vincitori

### Singolare
Evgenij Kafel'nikov ha battuto in finale  Hendrik Jan Davids con il punteggio di 7–6, 6–2

### Doppio
Gilad Bloom /  Fernon Wibier hanno battuto in finale  Karol Kučera /  Marián Vajda con il punteggio di 6–3, 6–2